# Simeão de Jerusalém
São Simeão de Jerusalém, filho de Cleofas, foi um líder cristão e, de acordo com a maioria das tradições cristãs, o segundo bispo de Jerusalém, entre 62 e 107, sucedendo Tiago, o Justo. Ele também está listado entre os Setenta Discípulos.

## Vida
Eusébio de Cesareia nos dá a lista dos bispos da cidade em sua História Eclesiástica. De acordo com uma tradição universal, o primeiro bispo de Jerusalém foi Tiago, o Justo, o irmão de Jesus, que, de acordo com Eusébio, fora apontado como bispo da cidade pelos apóstolos Pedro, Tiago, filho de Zebedeu e João.
Ainda de acordo com ele, Tiago foi morto pelas mãos do sumo-sacerdote, Ananus, por volta do ano 63 E ele prossegue o relato indicando como Simeão foi eleito pela comunidade de Jerusalém para suceder a Tiago:
| “ | Após o martírio de Tiago e da conquista de Jerusalém que se seguiu imediatamente, diz-se que os apóstolos e discípulos do Senhor que ainda estavam vivos vieram de todas as partes e se juntaram com os que tinham relação carnal com o Senhor (pois a maioria deles também estava viva) para se aconselharem sobre quem seria digno de suceder a Tiago. Eles todos pronunciaram em uníssono Simeão, o filho de Cleofas, de quem o o Evangelho também faz menção, para ser digno do trono episcopal daquela paróquia. Ele era um primo, como se diz, do Senhor. Pois Hegésipo relata que este Cleofas era irmão de José | ” |
|   | — História Eclesiástica, Eusébio de Cesareia. |   |

De acordo com Hegésipo, Simeão prevalesceu contra Thebutis, que era considerado um heresiarca judaizante e liderou a maior parte dos cristãos para Pela antes da eclosão da primeira guerra judaico-romana em 66 e a destruição do Templo de Herodes em 70
Por volta do ano 107 ou 117, ele foi crucificado sob o imperador Trajano pelo procônsul Atticus em Jerusalém (ou nas redondezas).

## Identificações
Simeão de Jerusalém é identificado com um dos profetas e doutores de Antioquia citado em Atos 13:1, Simeão Niger. Simeão também é por vezes identificado como sendo Simão, irmão de Jesus, que é mencionado de passagem na Bíblia em Marcos 6:3 e Mateus 13:55.
Ele também tem sido identificado com o apóstolo Simão, o Zelote.